# Joseph Beattie
Joseph Beattie (* 1978 in England) ist ein britischer Schauspieler.

## Leben
Nachdem Joseph Beattie seinen Abschluss auf der Hampstead Schule besuchte er die Guildhall School of Music & Drama auf der er die Schauspielausbildung absolvierte. 2005 spielte er Malachi in der Fernsehserie Hex. Dieser ist halb gefallener Engel und halb Hexer. Im selben Jahr stellte er den Flashman in Tom Brown’s Schooldays dar. 2007 hatte er einen Auftritt als Henry Crawford im Fernsehfilm Mansfield Park.  2008 war er als Anthony Blanche in Wiedersehen mit Brideshead zu sehen.
2014 spielte er eine der Hauptrollen im Film The Sleeping Room.

## Filmografie
- 1994: Schrei in die Vergangenheit (The Browning Version)
- 1998: Geraubtes Glück (Seesaw, Fernsehserie, 3 Folgen)
- 1998: Velvet Goldmine
- 2004: Holby City (Fernsehserie, 6 Folgen)
- 2005: Tom Brown’s Schooldays (Fernsehfilm)
- 2005: Volcano – Hölle auf Erden (Nature Unleashed: Volcano)
- 2005: Colditz – Flucht in die Freiheit (Colditz, Fernsehfilm)
- 2005: Malice Aforethought (Fernsehfilm)
- 2005: Vincent (Fernsehserie, 1 Folge)
- 2005: Mythos Ägypten (Fernsehserie, 1 Folge)
- 2005: Hex (Fernsehserie, 9 Folgen)
- 2007: Mansfield Park (Fernsehfilm)
- 2008: Fast Track: No Limits
- 2008: Wiedersehen mit Brideshead (Brideshead Revisited)
- 2008: Agatha Christie’s Marple (Fernsehserie, 1 Folge)
- 2010: Words of the Blitz
- 2011: Here’s to Big Bear (Kurzfilm)
- 2012: ROFLMAO (Kurzfilm)
- 2013: Inspector Barnaby (Midsomer Murders, Fernsehserie, 1 Folge)
- 2013–2014: Borgia (Fernsehserie, 9 Folgen)
- 2014: Mr Selfridge (Fernsehserie, 1 Folge)
- 2014: The Sleeping Room
- 2019: EastEnders (Fernsehserie, 2 Folgen)